# Manosque
Manosque é uma comuna francesa na região administrativa da Provença-Alpes-Costa Azul, no departamento dos Alpes da Alta Provença. Estende-se por uma área de 56,73 km². Em 2010 a comuna tinha 23 157 habitantes (densidade: 408,2 hab./km²).